# Museo Henry Dunant
Il Museo Henry Dunant (in tedesco "Henry-Dunant-Museum") è un museo a Heiden. La sua collezione è classificata dal governo svizzero come bene culturale di importanza regionale.
Il museo è dedicato alla vita e all'opera di Henry Dunant, membro fondatore del Comitato Internazionale della Croce Rossa (ICRC) e fondatore della Croce Rossa Internazionale e Movimento della Mezzaluna Rossa. Ha sede nell'ex ospedale di Heiden dove Henry Dunant visse negli ultimi decenni della sua vita fino alla sua morte nel 1910.

## Storia
Il museo è stato aperto nel 1969 e riaperto al pubblico nel 1998 dopo un'importante ristrutturazione dell'edificio. A seguito di una successiva ristrutturazione del museo le camere sono state riorganizzate e ampiamente rinnovate, e il museo è stato reinaugurato il 1º aprile 2023. Il museo è chiuso nel 2023, ma su richiesta offre visite guidate per scolaresche e gruppi. Nel mentre si sta lavorando alla realizzazione del nuovo nucleo espositivo. La riapertura è prevista per il 2024.
In qualità di prima casa espositiva in Svizzera, il Museo Henry Dunant Museum sta pianificando una zona di check-in automatico 24 ore su 24 oltre ai regolari orari di apertura del museo, tramite il quale gli ospiti di tutto il mondo possano visitare parte del museo in modo indipendente e in qualsiasi momento.
L'attuale presidente dell'associazione è Andreas Ennulat, mentre da ottobre 2019 la codirezione del museo è svolta da Kaba Rössler e Nadine Schneider da ottobre 2019. Lo sponsor dell'Associazione del Museo Henry Dunant è la Schweizerische Rote Kreuz Kantonalverband beider Appenzell ("Associazione Cantonale della Croce Rossa Svizzera dell'Appenzello").

## Mostra permanente

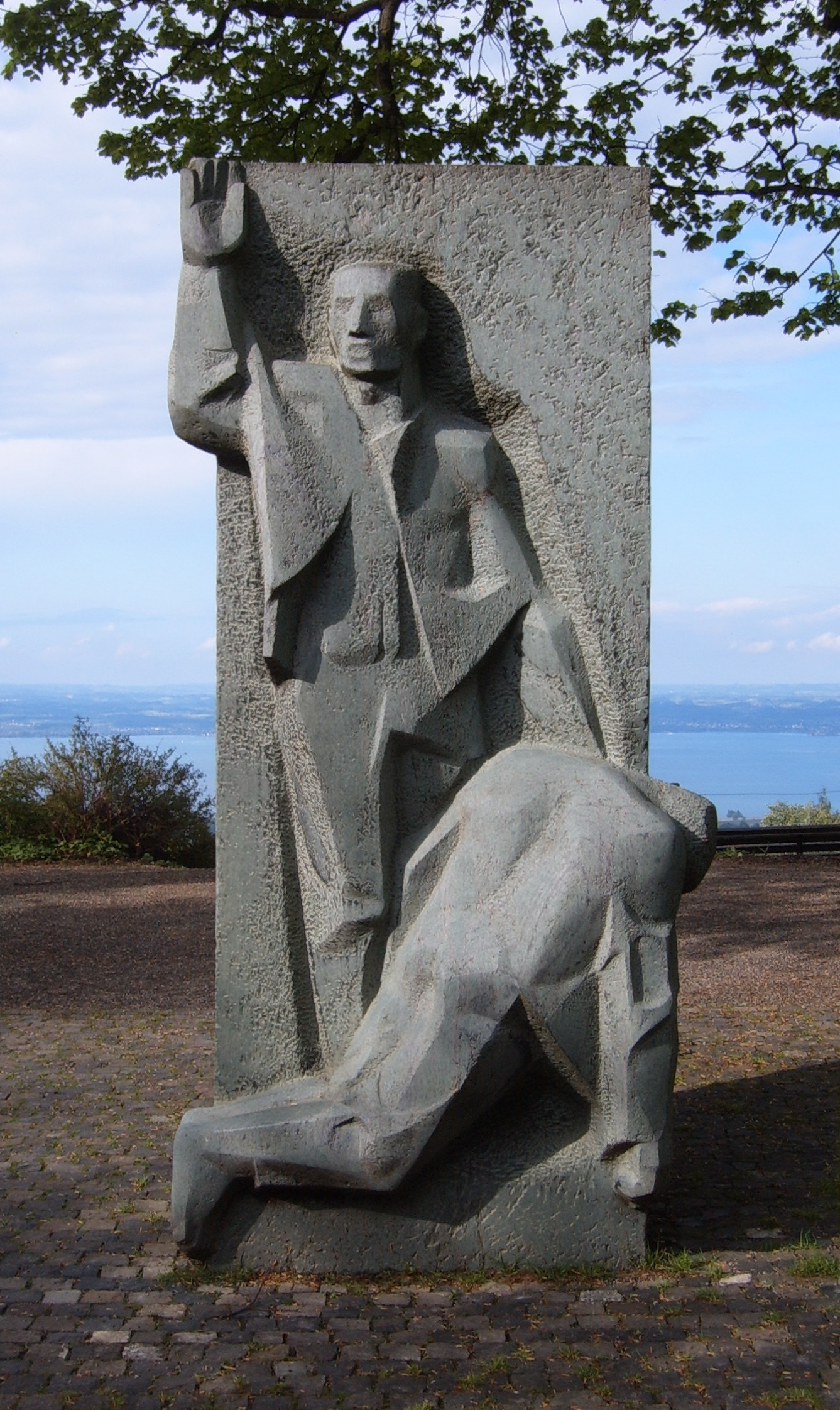
Monumento a Henry Dunant

L'Henry Dunant Museum è focalizzato sulla vita e sull'opera del fondatore della Croce Rossa Internazionale e delle Convenzioni di Ginevra. Henry Dunant trascorse gli ultimi 18 anni della sua vita a Heiden. La città infatti con la sua architettura classica era ai tempi una località termale di fama internazionale. A Heiden Dunant scrisse le sue memore e fu informato della vincita del primo Premio Nobel per la Pace. Il museo a lui dedicato è ospitato nell'ospedale in cui Dunant visse da residente fino alla sua morte avvenuta il 30 ottobre 1910.